# Westby (Montana)
Westby è una città degli Stati Uniti d'America situata nel Montana, nella Contea di Sheridan.